# Доминикано-китайские отношения
Китайско-доминиканские отношения — двусторонние дипломатические отношения между Доминиканской республикой и Китайской Народной Республикой.

## История отношений

### С Китайской республикой
В 1932 году посол Китайской республики на Кубе посетил Доминиканскую республику, две страны начали переговоры о установление дипломатических отношений. В апреле 1941 года между двумя странами были установлены дипломатические отношения.
После изгнания гоминдановского правительства в Тайвань, Доминиканская республика продолжила дружественные отношения. Когда президентом Доминиканской республики стал Хуан Бош, то он пытался установить отношения с Коммунистическим правительством Китая, но был свергнут.

### С Китайской Народной Республикой
В мае 2018 года Китайская Народная Республика и Доминиканская Республика установили дипломатические отношения после того, как Доминиканская Республика разорвала дипломатические отношения с Китайской Республикой на Тайване.

## Торговля
Согласно статистике, объем торговли между двумя странами в 2020 году составил около 22 млрд долларов США, что на 1,9 % меньше по сравнению с прошлым годом. Среди них Китай экспортировал около 22 млрд долларов США и импортировал из Доминиканской республикой на 296 млн долларов США. Китай в основном экспортирует: сплавы, химические продукты, запчасти для транспорта и оборудование для связи, в свою очередь Доминиканская республика в основном экспортирует медь и железо. Также Доминиканская республика является членом инициативы «Один пояс и один путь».